# バルセロナ (フレディ・マーキュリーとモンセラート・カバリエのアルバム)
『バルセロナ』 (Barcelona) は、イギリスのロックバンド・クイーンのボーカリストであるフレディ・マーキュリーとオペラ歌手モンセラート・カバリェが1988年に発表したアルバム。

## 解説
フレディにとっては2枚目のソロ・アルバム。全英15位。スペインの世界的オペラ歌手であるモンセラート・カバリェとのコラボレーションアルバム。フレディのカバリェへの熱烈なアタックにより共演が実現した。
1992年に再発され、2000年に発売された『フレディ・マーキュリー・コレクション 1973〜2000』に収録されたが、現在では廃盤となっている。
2012年にシンセサイザーをフルオーケストラの演奏に差し替えた『バルセロナ (オーケストラ・ヴァージョン)』が発売された。

## 収録曲

### オリジナル盤
| #  | タイトル                                      | 作詞・作曲                                 | 時間 |
| -- | --------------------------------------------- | ------------------------------------------ | ---- |
| 1. | 「バルセロナ」(Barcelona)                     | フレディ・マーキュリー マイク・モラン      | 5:37 |
| 2. | 「ラ・ジャポネーズ」(La Japonaise)            | マーキュリー モラン                        | 4:49 |
| 3. | 「フォールン・プリースト」(The Fallen Priest) | マーキュリー モラン ティム・ライス         | 5:46 |
| 4. | 「エンスエニョ」(Ensueño)                     | モンセラート・カバリェ マーキュリー モラン | 4:27 |

| #  | タイトル                                            | 作詞・作曲                 | 時間 |
| -- | --------------------------------------------------- | -------------------------- | ---- |
| 5. | 「ゴールデン・ボーイ」(The Golden Boy)              | マーキュリー モラン ライス | 6:04 |
| 6. | 「ガイド・ミー・ホーム」(Guide Me Home)             | マーキュリー モラン        | 2:49 |
| 7. | 「ハウ・キャン・アイ・ゴー・オン」(How Can I Go On) | マーキュリー モラン        | 3:51 |
| 8. | 「オーヴァーチュアー・ピカンテ」(Overture Piccante) | マーキュリー モラン        | 6:40 |

### オーケストラ・ヴァージョン
| #  | タイトル                                                     | 作詞・作曲                   | 時間 |
| -- | ------------------------------------------------------------ | ---------------------------- | ---- |
| 1. | 「バルセロナ」(Barcelona)                                    | マーキュリー モラン          | 5:43 |
| 2. | 「ラ・ジャポネーズ」(La Japonaise)                           | マーキュリー モラン          | 4:52 |
| 3. | 「フォールン・プリースト」(The Fallen Priest)                | マーキュリー モラン ライス   | 5:47 |
| 4. | 「エンスエニョ」(Ensueño)                                    | カバリェ マーキュリー モラン | 4:23 |
| 5. | 「ゴールデン・ボーイ」(The Golden Boy)                       | マーキュリー モラン ライス   | 6:04 |
| 6. | 「ガイド・ミー・ホーム」(Guide Me Home)                      | マーキュリー モラン          | 2:50 |
| 7. | 「ハウ・キャン・アイ・ゴー・オン」(How Can I Go On)          | マーキュリー モラン          | 3:50 |
| 8. | 「エクササイズ・イン・フリー・ラヴ」(Exercises in Free Love) | マーキュリー モラン          | 3:57 |
| 9. | 「オーヴァーチュアー・ピカンテ」(Overture Piccante)          | マーキュリー モラン          | 6:45 |

## 楽曲を使用している作品
ガイド・ミー・ホーム
- 日産・ブルーバード（U12型）CMソング[2]